# Steinzeithütte von Howick

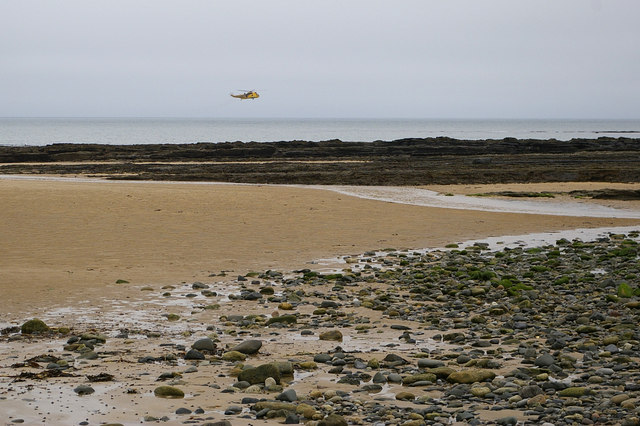
Howick Burn

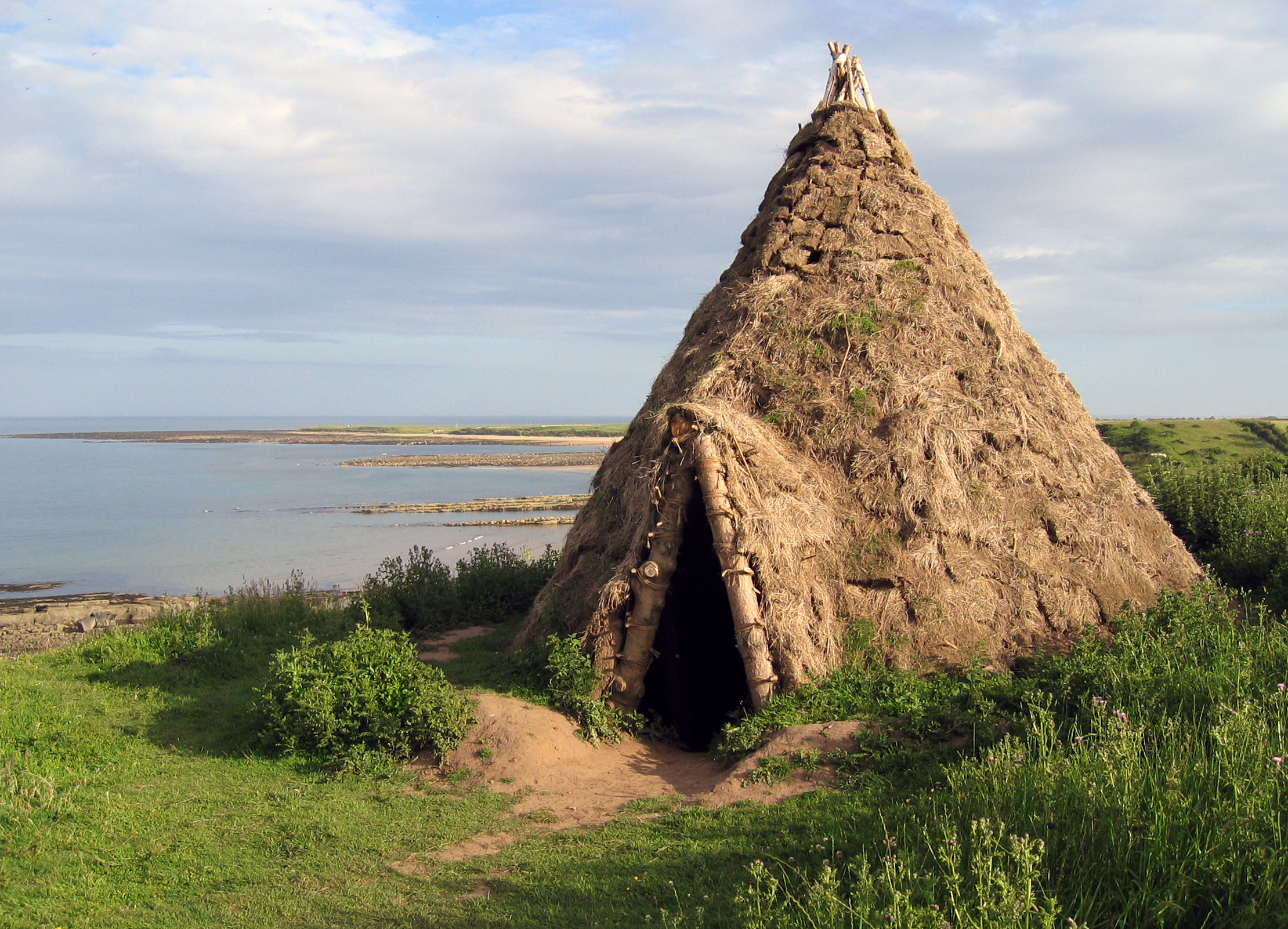
Rekonstruierte Hütte

Die mesolithische Steinzeithütte von Howick an der Nordsee in Northumberland in England wurde entdeckt, als Amateur-Archäologen große Mengen von Feuerstein-Artefakten an einer Klippe der Howick burn gemeldet hatten.
Archäologen der Universität von Newcastle-upon-Tyne fanden zwischen 2000 und 2002 die Reste einer Hütte mit Hinweisen auf drei verschiedene Bauphasen. 21 Radiokarbondaten aus den Herdstellen zeigen, dass die Hütte etwa 7800 v. Chr. erbaut und mindestens 100 Jahre genutzt wurde. Offen bleibt, ob die Nutzung permanent, semi-permanent oder saisonal erfolgte. Die kontinuierliche Stratigraphie deutet darauf hin, dass es keine erheblichen Lücken zwischen den Nutzungen gab. Die strukturellen Belege haben ergeben, dass die Hütte auf dem gleichen Gelände zweimal erneuert wurde. Sie ist der älteste Beleg für menschliche Besiedlung in Northumberland und eine von wenigen belegten Steinzeitunterkünften der Britischen Inseln. Über 18.000 Feuersteine sowie verkohlte Haselnussschalen, Tierknochen und Rötel wurden während der Ausgrabungen geborgen. Die Lage aller Funde wurde aufgezeichnet und alle Ablagerungen wurden durchsiebt. Das Ergebnis von Howick stellt eine der detailliertesten Mesolithikumausgrabungen in Europa dar.

## Rekonstruktion
2005 haben die verantwortlichen Archäologen der Ausgrabungen in Howick auf dem Gelände des Originals eine Rekonstruktion der Steinzeithütte erstellt. Der Bau erwies sich aus experimenteller Sicht als sehr nützlich.